# Ferro da lancio africano

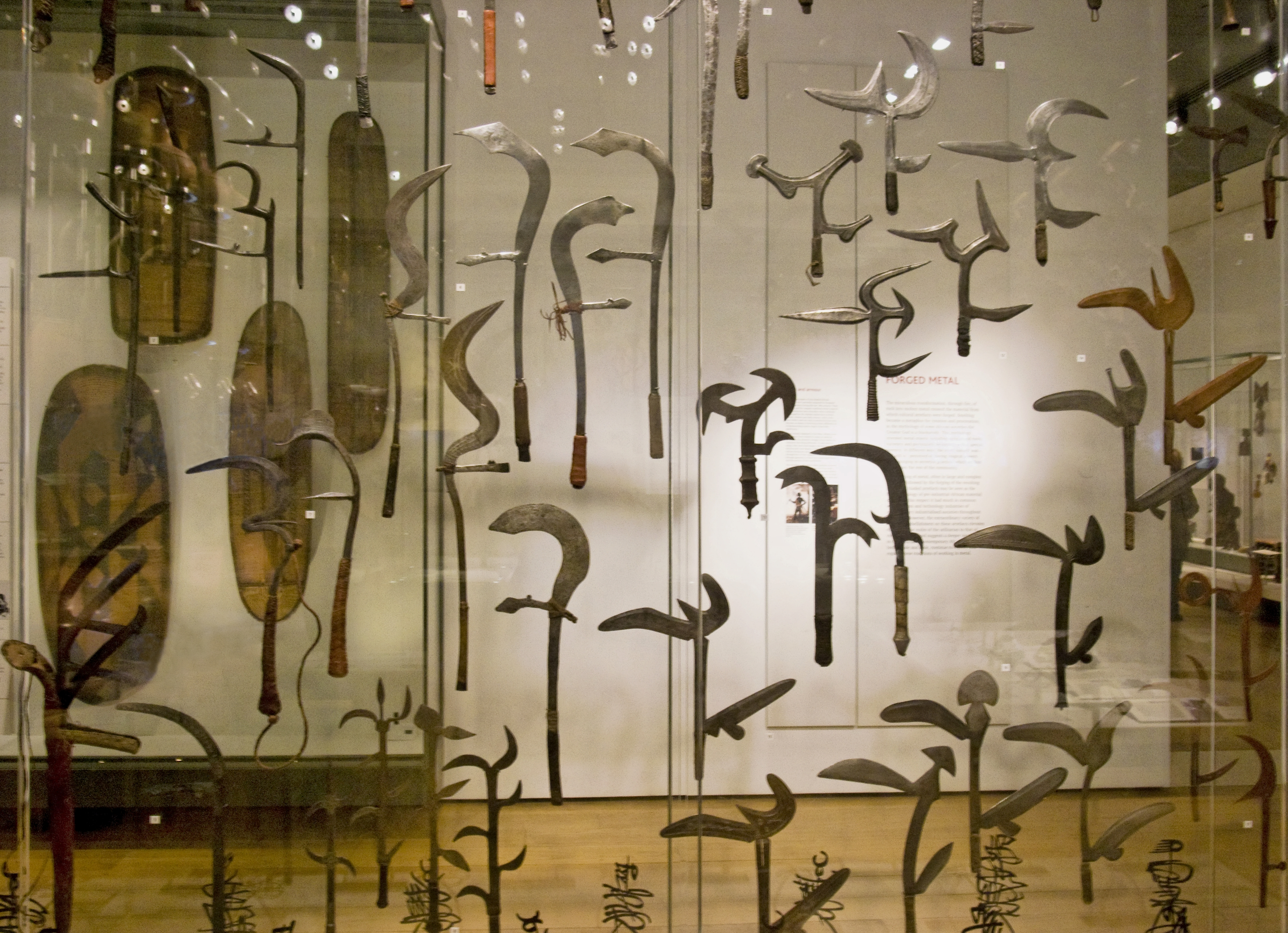
Ferri da lancio africani in mostra al British Museum.

Il ferro da lancio africano è un'arma da lancio e/o da taglio simile a un falcetto, spesso a più lame, utilizzata in varie culture dell'Africa centrale fino al XX secolo. Come il boomerang australiano, i ferri da lancio africani ruotano attorno al centro di massa durante il volo. Tuttavia, i ferri da lancio spesso non erano armi funzionali quanto piuttosto status symbol, oggetti rituali o addirittura forme di denaro primitivo. Il ferro da lancio come arma da lancio a più lame si trova esclusivamente in Africa centrale.
Nomi regionali africani ben noti per alcuni ferri da lancio, spesso impropriamente usati come termini generici indicanti tutta la tipologia, sono Hunga Munga, Shongo, Mambele e Kipinga.

## Etimologia
I ferri da lancio dell'Africa centrale sono anche conosciuti come "lame da lancio" e "coltelli da lancio". Nelle prime pubblicazioni in lingua tedesca vennero anche indicati come "Schangermanger" o "Tomahawk" perché vagamente rassomiglianti alla scure da guerra degli indiani nordamericani. Nomi regionali africani ben noti per alcuni ferri da lancio, spesso impropriamente usati come termini generici indicanti tutta la tipologia, sono Hunga Munga, Shongo, Mambele e Kipinga.

## Storia

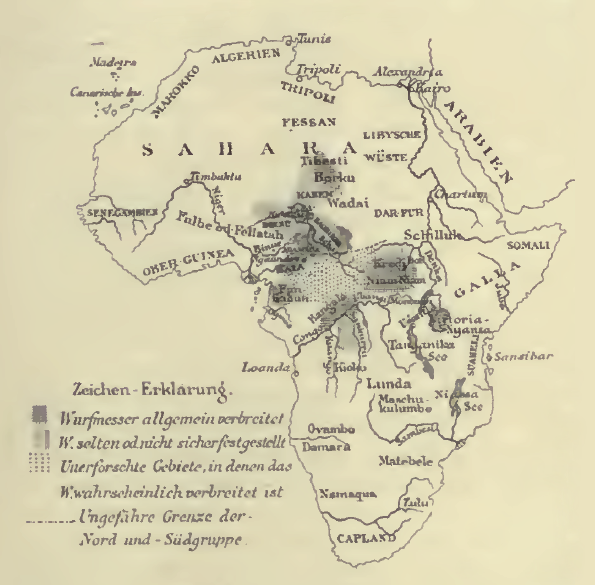
Aree di distribuzione dei ferri da lancio secondo Heinrich Schurtz.

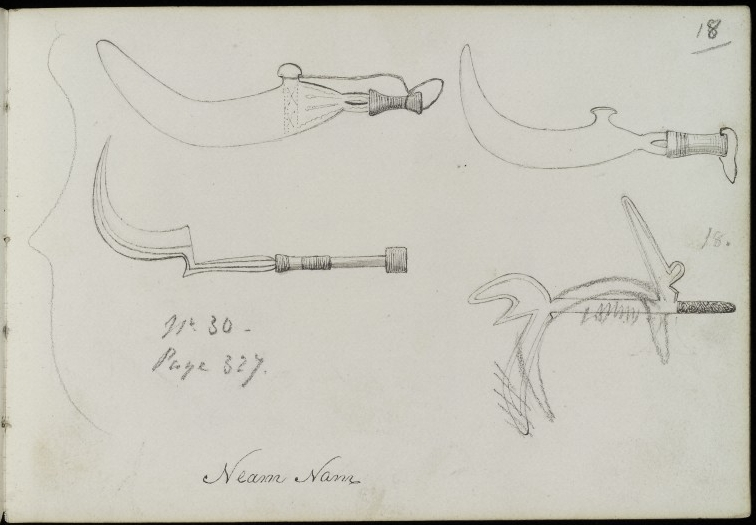
Schizzi di ferri da lancio - John Petherick (1862-1870 circa).

Si discute ad oggi della possibilità d'intendere il ferro da lancio africano quale semplice evoluzione del "bastone da lancio" in uso presso le popolazioni neolitiche. L'argomento è controverso poiché a volte i bastoni da lancio venivano usati in parallelo ai ferri da lancio, come nel caso del ferro tipo B dell'Ingessana sul Nilo Azzurro al confine orientale del Sudan. Anche l'origine geografica è controversa. Alcune teorie identificano il centro di diffusione delle aree a sud del lago Ciad, nella regione di Chari-Baguirmi, o tra gli affluenti Mpoko e Mbari del fiume Ubangi. Un'altra teoria presuppone uno sviluppo distinti di due raggruppamenti distinti di ferri da lancio, uno settentrionale ed uno meridionale, distinguibili per la foggia più che per le difficoltà tecniche di realizzazione (v.si Descrizione).
La metallurgia è praticata in Centrafrica da oltre 2000 anni, quindi è possibile che allora si usassero ferri da lancio; poiché finora non sono stati trovati esemplari di questo periodo, questa è solo una speculazione. Il fatto che finora non siano stati effettuati ritrovamenti archeologici è dovuto anche ai suoli dell'Africa Centrale che conservano male il ferro. Si stima che i più antichi esemplari sopravvissuti risalgano alla fine del XVIII secolo. Lo storico americano Christopher Ehret sospetta che i primi ferri da lancio siano stati realizzati nella seconda metà del I millennio d.C. e si siano diffusi nella prima metà del II millennio. Una delle poche tradizioni del periodo precoloniale proviene dalla Federazione Kuba: secondo la leggenda, il re Shyaam Ambul Angoong unificò i Kuba nel XVII secolo a prezzo d'una lunga guerra dopo la quale vietò l'uso dei ferri da lancio shongo.
Durante l'Imperialismo, tra gli stati europei si svolse una corsa per l'Africa intorno al 1870 che si concluse solo con lo scoppio della prima guerra mondiale. Il colonialismo cambiò, spesso distrusse, la cultura dell'Africa centrale, facendone sparire alcuni aspetti tra cui appunto l'uso dei ferri da lancio.
Complice l'interesse degli Europei per l'arte africana, i ferri da lancio, che sembravano loro bizzarri, divennero ricercati ed ambiti esemplari per il collezionismo e le mostre museali. Gli interessi degli europei non sono passati inosservati agli africani che iniziarono a produrre ferri da lancio a scopo commerciale, spesso esemplari fantasiosi su commissione che avevano poco a che fare con i tradizionali ferri da lancio. D'altra parte, alcune forme decorate potevano essere realizzate solo per uso personale con strumenti europei moderni e importati. Sempre all'inizio del XX secolo, divenne disponibile il rottame di ferro europeo che sostituì la tradizionale fusione del ferro. Dopo la prima guerra mondiale fu aggiunta la lamiera che doveva solo essere tagliata a misura. Alcuni esemplari recenti sono stati realizzati con questi materiali economici. Gli ultimi ferri da lancio tradizionalmente realizzati sono datati alla metà del XX secolo. Mentre i modelli disadorni e funzionali venivano lasciati decadere, i modelli con funzioni rituali e culturali avevano una possibilità di sopravvivenza molto maggiore.

### Storia della ricerca
I primi resoconti sull'esistenza di ferri da lancio noti alla ricerca moderna sono stati scritti da viaggiatori europei in Africa, come il gallese John Petherick (1861), l'antropologo francese Paul Du Chaillu (1861) e il botanico italiano Carlo Piaggia (1865). I primi esemplari arrivarono in Europa nell'ultimo quarto del XIX secolo. Heinrich Schurtz scrisse il primo ampio studio scientifico sui ferri da lancio nel 1889, occupandosi in particolare delle fasi di sviluppo del legno da lancio fino alle forme a più lame. Nel 1925, Ernest Seymour Thomas effettuò un'ampia classificazione delle varie forme. Nel 1988, Peter Westerdijk ha continuato il lavoro del padre nella sua tesi e ha definito le province di stile come un sistema di ordine.

## Utilizzo
Come per la storia delle origini e della diffusione dei ferri da lancio, esistono anche varie teorie sul loro utilizzo. Si presumeva che i ferri da lancio si diffusero da nord a sud, assumendo forme più complesse e perdendo progressivamente le loro proprietà funzionali come arma da lancio per divenire sempre più un simbolo rituale. Almeno il graduale cambiamento di funzione è ora considerato confutato, poiché ci sono ferri da lancio d'uso puramente culturale nel nord e armi da lancio funzionali nel sud.
Nel complesso, il significato del ferro da lancio è compreso solo parzialmente in molte culture centrafricane.

### Arma

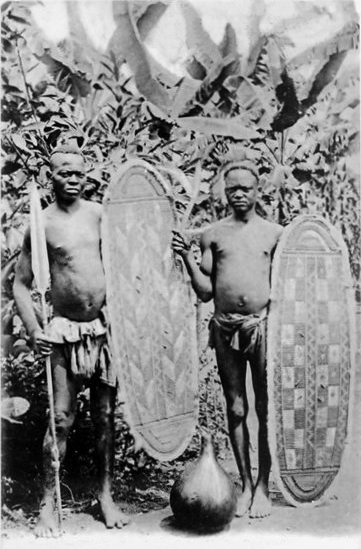
Guerrieri Budza con scudi, lance e ferro da lancio - fotografia (1907).

Nella sua funzione di arma, il ferro da lancio era usato nel combattimento e, in misura minore, nella caccia. Archeologicamente, tuttavia, è difficile dimostrarne un uso funzionale come arma: solo raramente infatti si rilevano sugli esemplari tracce d'usura che consentono di trarre conclusioni sul lancio o su processi simili. Secondo Christopher Spring, l'uso come arma da lancio è chiaramente documentato solo dai Sara per il ferro chiamato ngalio (Gruppo settentrionale - v.si s.) e dagli Zande per il ferro chiamato kipinga (Gruppo meridionale - v.si s.).
Poiché non ci sono testimonianze oculari affidabili sulla tecnica di lancio, si deve fare affidamento su simulazioni e/o resoconti orali. I ferri da lancio del Gruppo settentrionale (forma "F") possono essere lanciati sino ad una distanza di 50 m, mentre quelli del Gruppo meridionale (forma "alata"), più piccoli, possono raggiungere i 60 m di gittata. L'effettiva portata letale (o quanto meno capace di disabilitare il bersaglio) è di 20 m per i ferri tipo "F" e 30 m per i ferri tipo "alato".
Le possibili tecniche di lancio sono:
- lancio orizzontalmente all'altezza dei fianchi, paragonabile alla tecnica del rimbalzello;
- lancio all'altezza delle spalle, paragonabile al lancio del giavellotto, ideale per i grandi ferri da lancio tipo F;
- lancio orizzontalmente all'altezza del ginocchio su superficie piatta, paragonabile ad un tiro di bowling. In caso di terreno duro, l'angolo di lancio può essere scelto per essere ancora più piatto, in modo che il ferro da lancio rimbalzi sul terreno più volte come un colpo di rikoschett. Questa tecnica di lancio è adatta per colpire le gambe dell'avversario.

Nessun popolo africano usava il ferro da lancio come arma principale che era solitamente la zagaglia. Rispetto a una zagaglia e una freccia, l'area di possibile impatto del ferro da lancio è notevolmente più ampia ma questo non si può dire della sua efficacia complessiva. La portata effettiva contro i nemici non protetti è simile per tutte e tre le armi ma i nemici raramente erano privi di protezione. Gli scudi intrecciati erano predominanti e questi resistevano al ferro da lancio, mentre una zagaglia poteva benissimo penetrarli. D'altra parte, il ferro da lancio poteva aggirare lo scudo colpendo il bersaglio dietro di esso. I ferri da lancio venivano spesso lanciati in batteria da più guerrieri contemporaneamente per rendere difficile l'evasione degli avversari. Quando possibile, un guerriero portava diversi ferri da lancio assicurati al suo corpo in vari modi: appeso all'impugnatura interna dello scudo (all'uso degli Zande), legato come una fascia intorno alla vita o appeso alla faretra sopra la spalla (all'uso dei Sara).
I ferri da lancio erano anche un'efficace arma da mischia. Le lame laterali potevano fungere da elementi di parata e permettevano anche di incastrare l'arma nemica per strappargliela. Alcuni esemplari (es. tipo B dei Gbaya) non sono stati progettati affatto per essere lanciati, al massimo per fungere da arma da mischia.
Freccia e zagaglia erano sicuramente più facili da fabbricare di un ferro da lancio, con meno dispendio e con efficacia simile. A causa del suo alto valore, il ferro da lancio era usato con attenzione. Questa apparente contraddizione si spiega con l'effetto psicologico, soprattutto nelle guerre di conquista, quando l'arma era sconosciuta al nemico. Schurtz vede spesso nel ferro da lancio l'esempio di arma minacciosa da utilizzarsi raramente. Ciò si lega anche alla tradizione bellica centrafricana, nella quale le guerre di conquista erano rare. Gli scontri standard erano scaramucce tra villaggi confinanti, non finalizzate alla distruzione del nemico bensì alla sua dispersione: es. gli Zande non circondavano completamente i loro avversari ma lasciavano loro uno spazio attraverso il quale fuggire una volta sconfitti. In un simile contesto, l'utilità di un'arma preziosa e anomala, con il suo impatto psicologico, è facilmente comprensibile e commisurabile.

### Altre funzioni

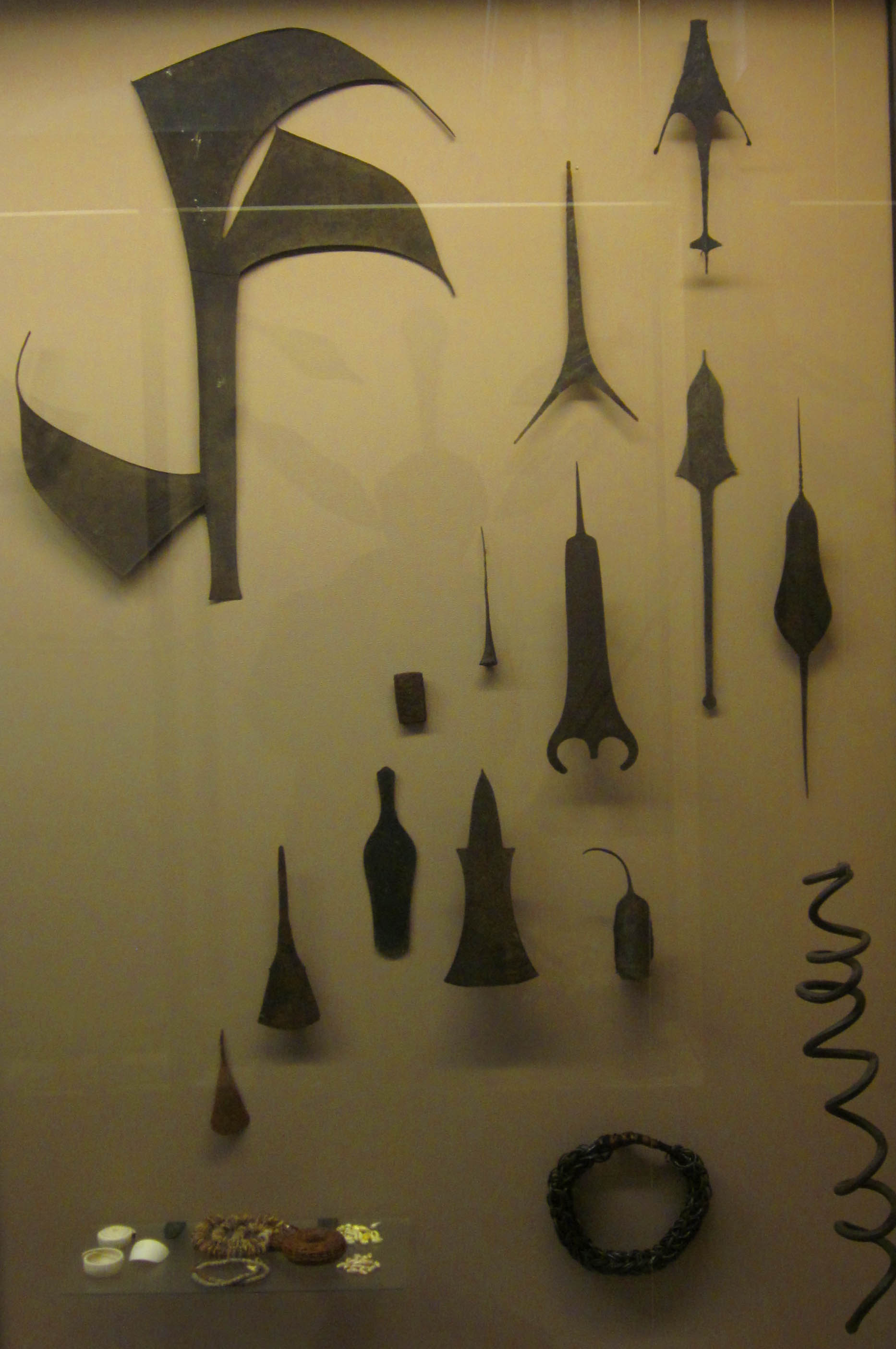
Selezione di forme primitive di denaro africano: un ferro da lancio woshele spicca in alto a sinistra.

Oltre alla funzione di arma, al ferro da lancio sono attribuite diversi altri utilizzi. Molti esemplari non sono mai stati progettati a scopo bellico. I ferri da lancio semplici e disadorni potrebbero anche essere usati come oggetti d'uso quotidiano cioè attrezzi per la macellazione di animali, il taglio della legna, ecc. Gli esemplari decorati erano preziosi tanto da essere usati raramente come armi. In fondo anche i modelli più semplici erano preziosi, se non altro perché il ferro era una materia prima rara e costosa in Centrafrica.
Poiché il ferro era raro, veniva utilizzato come valuta di cambio. In generale, l'espressione locale del denaro primitivo segue la forma degli utensili locali, come nel caso dei coltelli-moneta nell'antica Cina. Lo stesso valse per i ferri da lancio: i ferri da lancio ordinari e i ferri da lancio appositamente realizzati sono stati scambiati. Queste varianti hanno modifiche: ingrandimenti o riduzione di elementi; rinuncia alla lucidatura; ecc. Tali modifiche avevano probabilmente lo scopo di rendere facilmente riconoscibili gli oggetti di scambio come tali. Probabilmente il denaro primitivo più noto basato sui ferri da lancio è il woshele della Repubblica Democratica del Congo.
In molti casi servivano come status symbol di potere, ricchezza, posizione sociale e/o mascolinità. In alcune società africane, i ferri da lancio sono ancora considerati parte del costume tradizionale maschile. I ferri da lancio svolgono anche un ruolo come utensili nelle danze tradizionali. Gli uomini mostrano le loro abilità di guerra e di caccia in danze di combattimento. In alcune culture il ferro da lancio rappresenta il fulmine nella danza della pioggia. È noto che nel Darfur occidentale le donne indossano ferri da lancio durante le cerimonie di circoncisione. I Baganda usavano i ferri da lancio nel rito di iniziazione dei ragazzi nella società tribale.
È nota anche una venerazione di certe forme come oggetti rituali sacri. Come incantesimo di difesa, venivano collocati nei campi per proteggere i raccolti. Un giuramento usuale, pronunciato su di un ferro da lancio, minacciava la fulminazione per il bugiardo.
Inoltre, alcuni ferri da lancio venivano usati come simbolo tribale. Sono adatti a questo perché consentono un'ampia varietà di forme e i fabbri locali potevano scegliere una forma speciale che veniva poi replicata.

## Fabbricazione
Per ottenere la forma desiderata sono stati utilizzati due diversi processi di produzione. Nel caso della saldatura, al corpo principale sono state saldate lame aggiuntive. Questa è una procedura difficile ed è stata utilizzata principalmente per collegare il mandrino centrale sui tipi F. Presso i tipi meridionali, la forma era piuttosto pezzo per pezzo dal multiplo forgiato a caldo. La maggior parte degli esemplari sopravvissuti ha ricevuto ulteriori trattamenti come rettifica e decorazioni. Le linee e i motivi erano contrassegnati, c'erano ingressi e Sono stati praticati dei ritagli o la superficie è stata brunita (annerita). L'annerimento avveniva bruciando una miscela di olio e carbone vegetale sulla superficie del ferro.

## Descrizione e distribuzione delle differenti fogge
Un ferro da lancio africano si compone di diverse lame disposte approssimativamente ad angolo retto rispetto allo stelo: nella zona inferiore, hanno forma di mandrino con o senza orecchio, nella zona superiore rassomigliano ad ali, labbra o corone. Lo stelo termina con l'impugnatura. Il peso totale è compreso tra 300 e 500 grammi. Tutte le parti dell'arma (impugnatura, lame, stelo) sono piatte. I ferri del c.d. "Gruppo settentrionale" o "Forma F", più grandi, possono avere uno spessore superiore a 5 millimetri in alcuni punti ma nella maggior parte dei casi hanno uno spessore massimo di 4 millimetri. I ferri del "Gruppo meridionale" o "Alati" sono più sottili e di solito spessi da 2 a 3 millimetri. La parte posteriore è piatta, mentre la parte anteriore è solitamente profilata. La sezione trasversale è quindi triangolare, trapezoidale o curva verso l'interno. Il materiale dell'arma è ferro o acciaio ma esistono rari esemplari realizzati interamente in rame o ottone.
I ferri da lancio costruiti per il lancio hanno un manico nudo (Gruppo settentrionale) o il loro manico è fatto di materiali leggeri, elastici ma robusti, ad es. della pelle animale avvolta, fibre vegetali o filo metallico. I tipi non lanciabili hanno spesso un manico di legno.
Ci sono molte diverse forme di ferri da lancio: Ernest Seymour Thomas ne annotò 18, mentre Marc Leopold Felix derivò cinque forme base dalle lettere latine F, Z, E, Y e I. La procedura di utilizzo delle lettere di Felix è criticata in quanto troppo semplicistica, non essendo tutte le forme registrate.
Grazie alla ricerca scientifica, i ferri da lancio possono essere assegnati all'area approssimativa d'origine in base alla loro forma. Un'assegnazione esatta a una tribù è difficile, poiché le armi sono realizzate su misura e quindi spesso differiscono solo leggermente e le transizioni degli stili sono fluide. Un'assegnazione geografica è resa più difficile perché alcune tribù usavano più stili in parallelo e perché i ferri da lancio non erano usati solo dal produttore in ragione del commercio che ne veniva fatto e/o del bottino di guerra. Quindi alcuni ferri da lancio, specialmente quelli del gruppo settentrionale, non identificano dei popoli quanto invece dei gruppi di fabbri specializzati: es. la tribù come gli Haddad.
La suddivisione più grossolana dei ferri da lancio africani è in due gruppi geografici, uno nord e uno sud, con il limite di demarcazione fissato circa al 9° di latitudine nord. I confini di stile sono però raramente chiari e le aree sovrapposte in cui sono stati trovati più stili sono comuni. Ci sono anche sempre forme miste che non possono essere chiaramente assegnate a nessuno stile.
| Classificazione       | Forma | Areale                                            | Es. tipo |
| --------------------- | --- | ------------------------------------------------- | -------- |
| Gruppo settentrionale | Forma allungata, tanto da poter essere portato a spalla, con meno lame, rassomigliante una "F", e lavorazione semplice                               | Sudan, Nigeria e Ciad                             |          |
| Gruppo meridionale    | Forma più corta con lame multiple e più piatte che, nell'insieme, sembrano ali (da cui la definizione di forma "alata"), e lavorazione più complessa | Un ampio areale che va dal Camerun al Nilo Bianco |          |

### Gruppo settentrionale (forma di "F")

#### A sud-est del lago Ciad: Sara . sudorientale e settentrionale

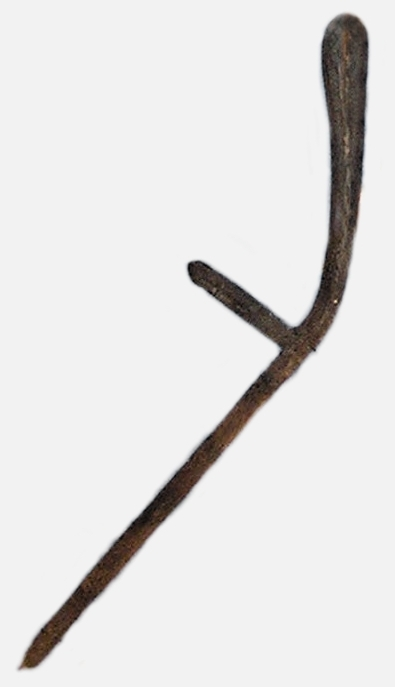
A.
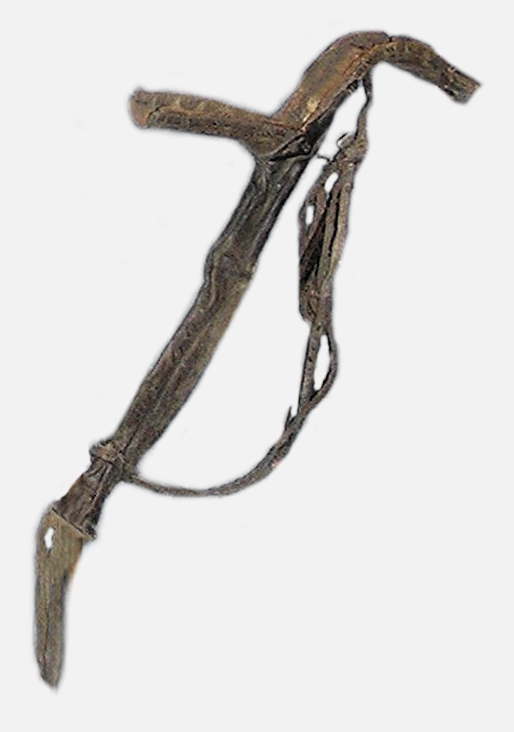
B.
C.
D.

L'area è delimitata a nord-ovest dal lago Ciad e ad ovest da Logone. Comprende principalmente il sud del Ciad ma anche i paesi limitrofi.
I ferri da lancio sono attribuiti ai Sara sudorientali e settentrionali, tra cui Niellim, Tumak e Madjingay, che vivono a est del Logone, e Manga e Musgum che vivono a sud della confluenza dei fiumi Chari e Logone. Caratteristica è una forma robusta, la lama superiore è curva e dotata di tagliente. Diversi ferri da lancio possono essere trasportati in una specie di faretra (Figura B); questi contenitori si trovano solo in questa zona. I ferri da lancio sono chiamati ngalio nella zona. Ci sono prove di uso militare nell'Impero Bornu e nel Regno di Baguirmi.

#### A ovest del fiume Logone: sud-ovest Sara

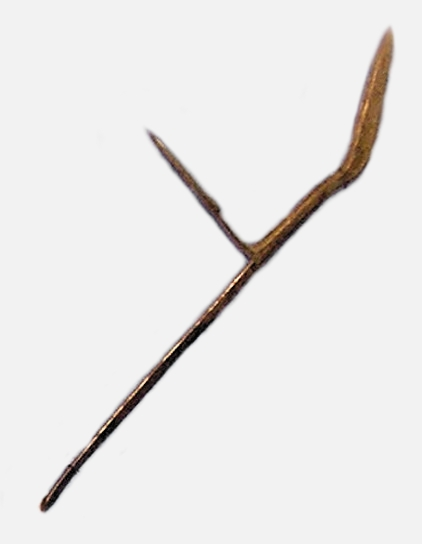
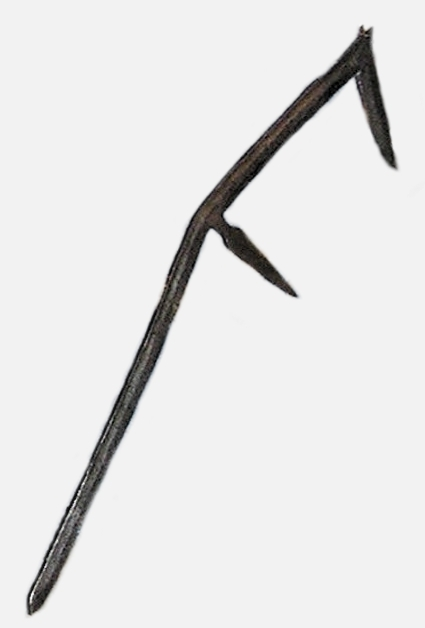

L'area è delimitata ad est dal fiume Logone. Comprende principalmente il sud-ovest del Ciad e il nord del Camerun.
I ferri da lancio sono attribuiti alla Sara sudoccidentale, tra cui Laka, Ngambaye e Daye. Caratteristici sono i ferri da lancio affilati e spinosi, che appaiono leggeri e fragili. Su maniglie o L'avvolgimento attorno alla maniglia viene eliminato. È improbabile che questi ferri da lancio siano stati utilizzati per scopi pratici (arma o strumento). Alcuni ferri da lancio sono venerati come reliquie tra i Daye.

#### A sud-ovest del lago Ciad: Kirdi

A.
B.
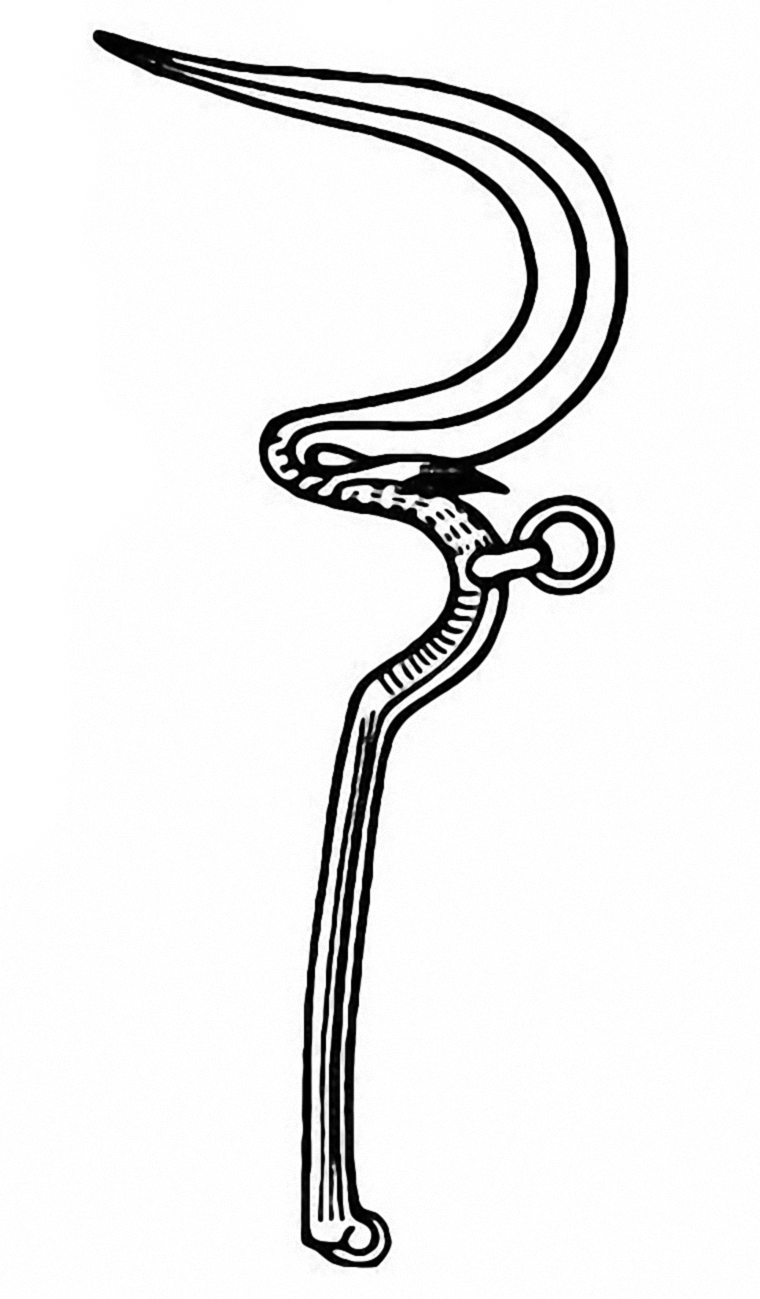
C.

L'area è delimitata a nord-est dal lago Ciad e ad est dal Logone. Comprende principalmente l'est della Nigeria e l'estremo nord del Camerun.
I ferri da lancio in questa zona sono principalmente attribuiti alle etnie Kirdi, tra cui Margi, Matakam (come mberembere o sengese) e Fali. La forma a F è predominante nell'area ma la foggia diventa più elaborata, come si può vedere negli esemplari di Margi. Il Sengese (Figura C) del Mafa dei Monti Mandara è ancora più lontano dalla forma a F. La metà superiore è attorcigliata e ricorda il numero 3. A metà della prima curva c'è una punta corta e appuntita. Spesso gli occhielli di fissaggio sono utilizzati per fissarvi una catena/fune d'ancoraggio.

#### Chad

L'area è delimitata a nord dal Tibesti e copre grosso modo il territorio nazionale del Ciad. Queste forme erano particolarmente diffuse nelle regioni del Wadai e del Ennedi (lì con gli Zaghawa) e nei Monti Tibesti (lì con i Tebu ). La spina centrale avversa è caratteristica; con altri ferri da lancio del gruppo settentrionale, questo è solitamente attaccato ad angolo retto. In termini di forma, un uccello potrebbe essere rappresentato, ma questo non è stato dimostrato.

#### Darfur: Masalit e Fur
L'area copre l'intero Darfur.

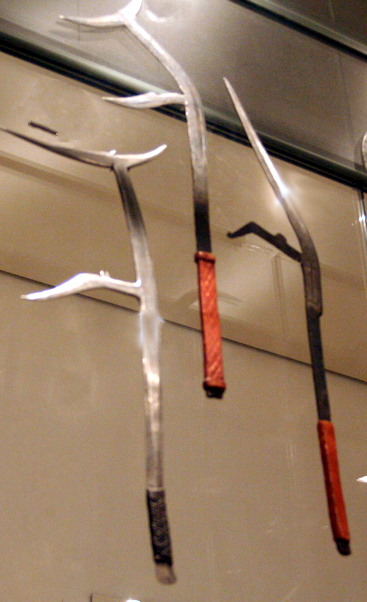

Lo stile dei ferri da lancio del Masalit e del Fur del Darfur è strettamente correlato allo stile di Wadai ed Ennedi nel Ciad orientale. I ferri da lancio del Darfur sono più leggeri e più finemente dettagliati. Nelle lingue fur il masalit è chiamato Zungan dowi (coda di gallo) e il ferro da lancio sambal.

#### Sudan orientale: Ingessana, Nuba e Nuer

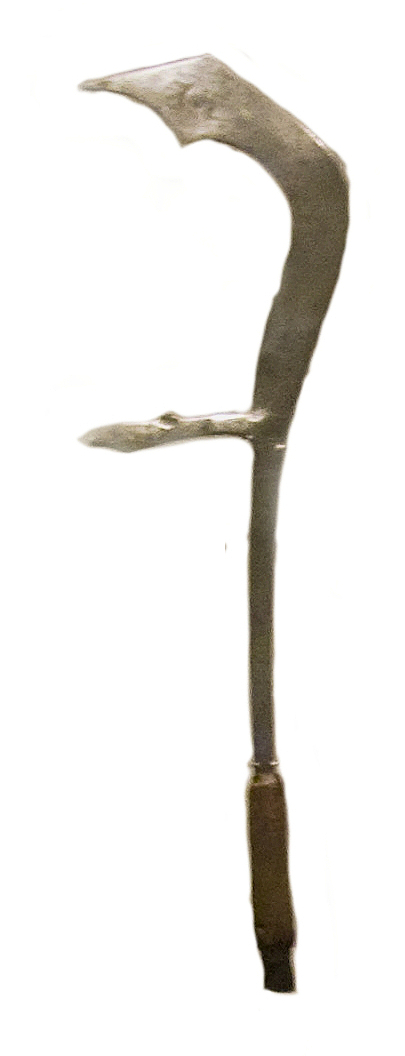
A.
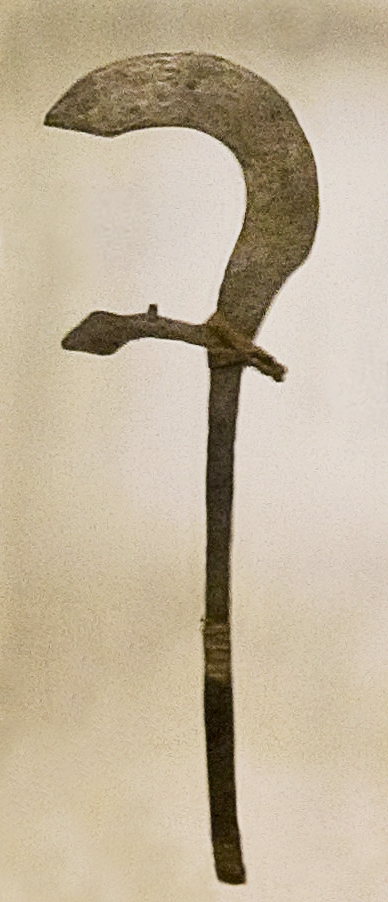
B.
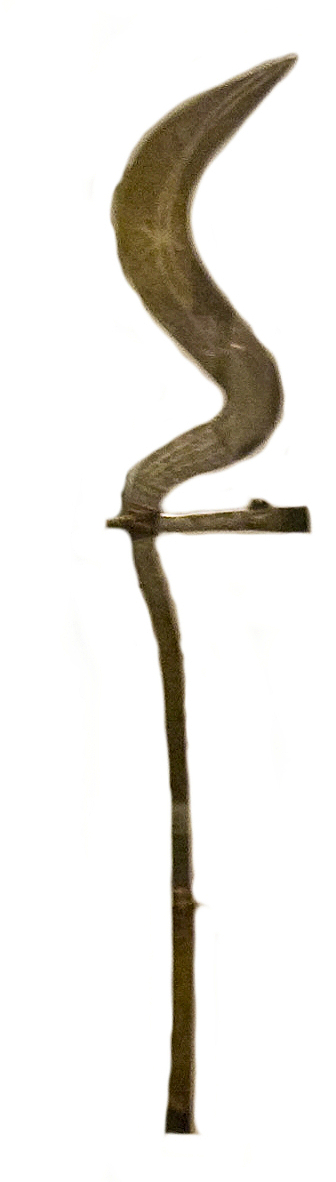
C.
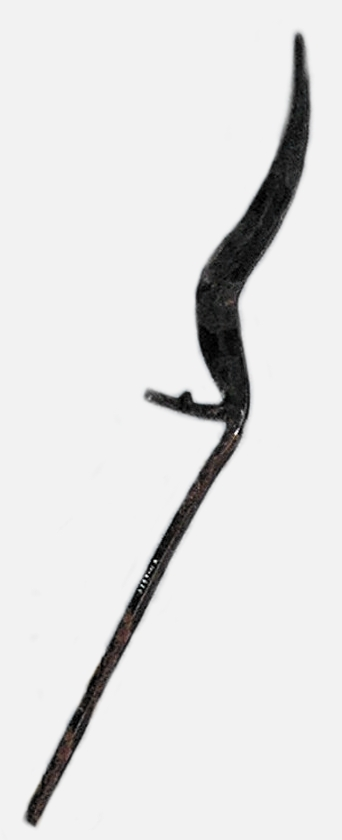
D.
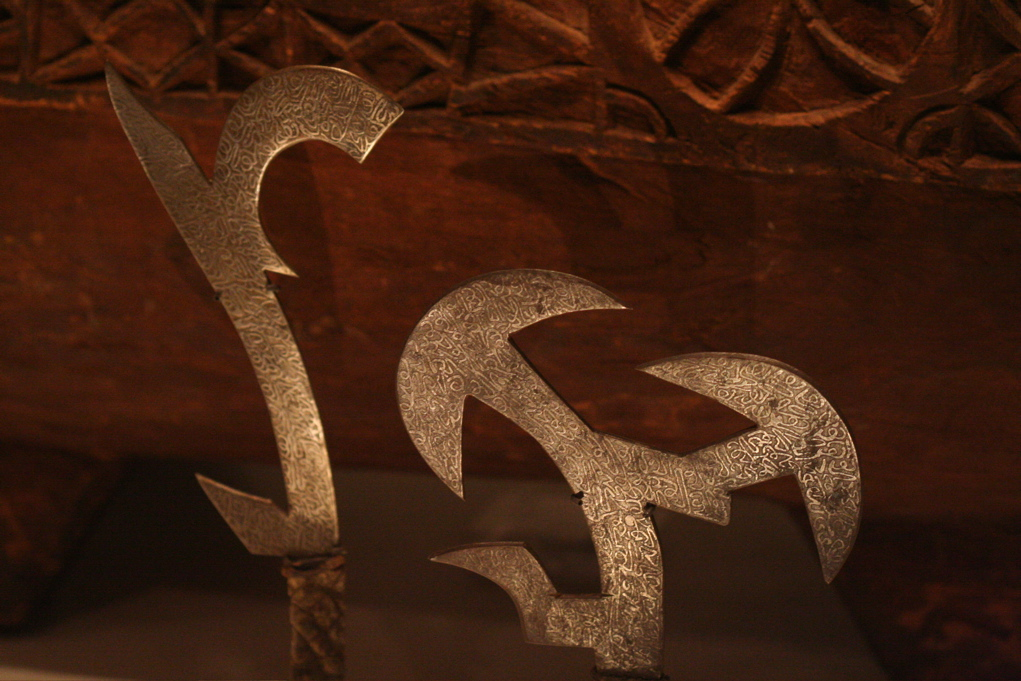
E.
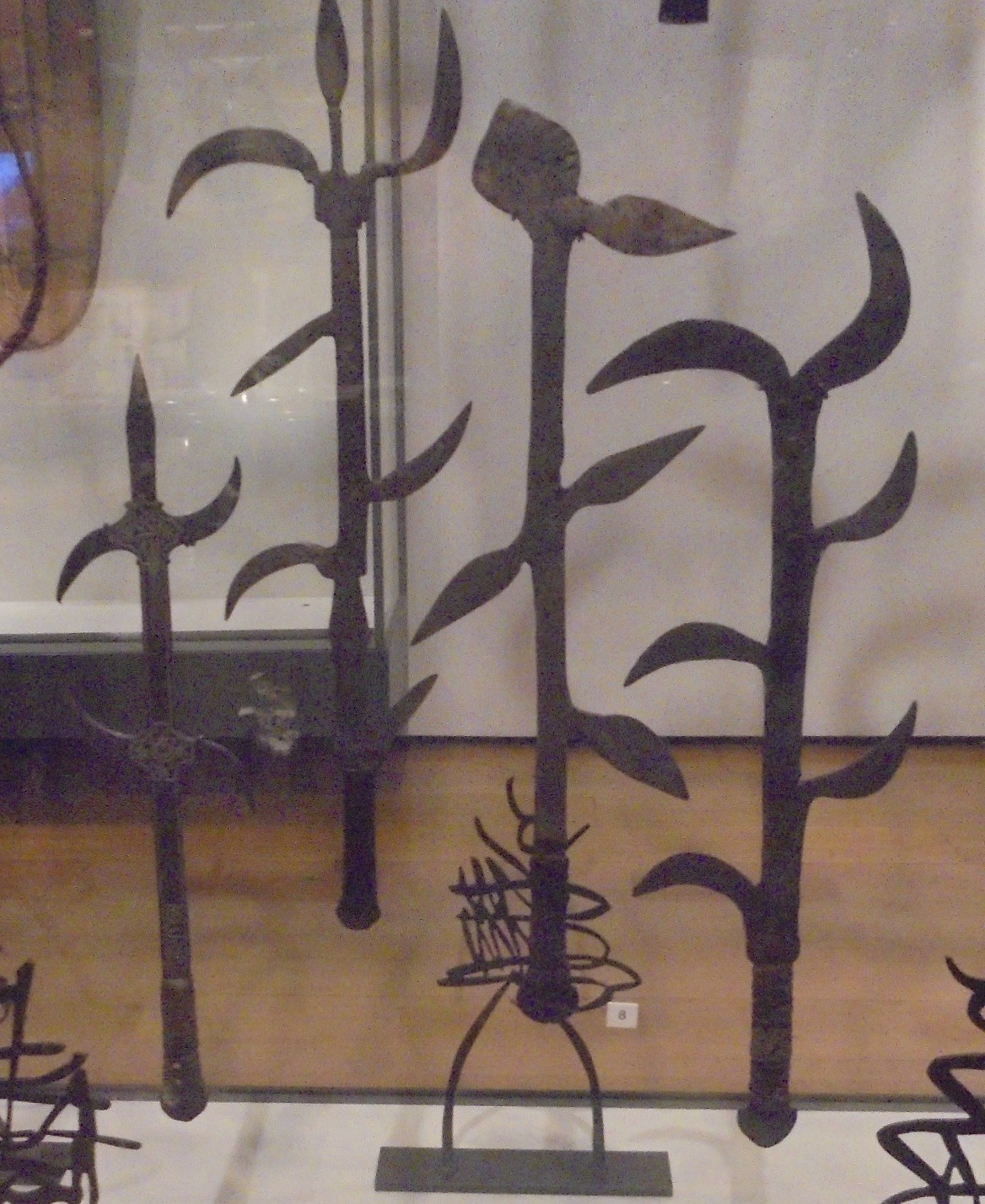
F.

L'area comprende il Kordofan ad ovest e comprende principalmente il sud-est del Sudan.
I ferri da lancio sono attribuiti agli Ingessana del sud-est del Sudan, ai Nuba del Kordofan e ai Nuer del Sudan del Sud (figure A – D). È caratteristico che le forme di questi ferri da lancio siano basate su forme del regno animale. Nell'Ingessana, la forma del serpente è chiamata sai e quella dello scorpione è chiamata muder. I ferri da lancio sono indossati come parte del costume tradizionale locale. Il Sudan è anche l'origine di copie spuntate di ferri da lancio meridionali (figure E-F), realizzate alla fine del XIX secolo. Gli esemplari sono perforati da lamiera e sono decorati con citazioni calligrafiche del Corano incise. La mescolanza degli aspetti culturali islamici e tradizionali è notevole, dal momento che i musulmani consideravano in realtà il ferro da lancio come primitivo e pagano. Queste imitazioni sono state date come favori dai commercianti di schiavi sudanesi ai capi tribali locali dell'Africa centrale, ma sono state trovate anche tra i Mahdisti che possedevano schiavi dell'Africa centrale. Lì erano probabilmente usati come simboli di rango.

### Gruppo meridionale (forma "Alata")

#### Camerun orientale: Gbaya

L'area comprende l'est del Camerun, l'ovest della Repubblica Centrafricana, il nord del Gabon e la Repubblica del Congo.
I ferri da lancio sono principalmente attribuiti ai Gbaya e ai gruppi correlati. Non possono essere usati come armi da lancio ma sono comunque annoverati nella tipologia. Il tipo Gbaya è simile ai tipi F settentrionali ma è più una miscela della forma F e I con lo sperone centrale è dall'altra parte rispetto agli esemplari settentrionali.

#### Bacino dell'Ubangi orientale e Sud Sudan: Zande e loro zona d'influenza
- A.
- B.
- C.
- D.
- E.

L'area comprende il bacino idrografico orientale del fiume Ubangi (a nord della Repubblica Democratica del Congo e ad est della Repubblica Centrafricana) e il Sudan del Sud. Mentre Spring tratta l'area nel suo insieme, Westerdijk e Felix la dividono in tre aree sovrapposte.
In quest'area si trovano le tipiche forme Z (Figure A – D) e Y (Figura E). Questi sono attribuiti agli Zande e ad altri popoli nella loro area di influenza: Ngbandi, Nzakara o Banda (come onto o ondo). Il kipinga o kpinga a forma di "Z" degli Zande è considerato il ferro da lancio più conosciuto e studiato nell'area del Ubangi. Gli Zande usano la tipologia B come dimostrato da studi sul campo di Edward Evan Evans-Pritchard: i guerrieri usavano sospensioni a disco nei loro scudi per fissare i ferri da lancio e tenerli a portata di mano in battaglia.

#### Bacino dell'Ubangi occidentale

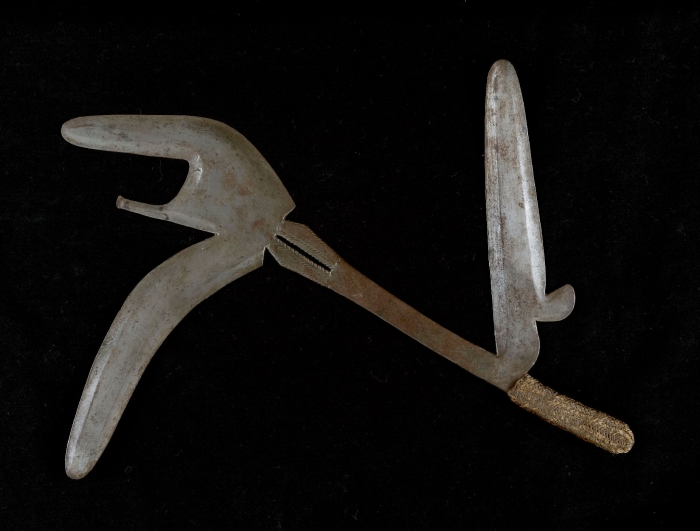
A.
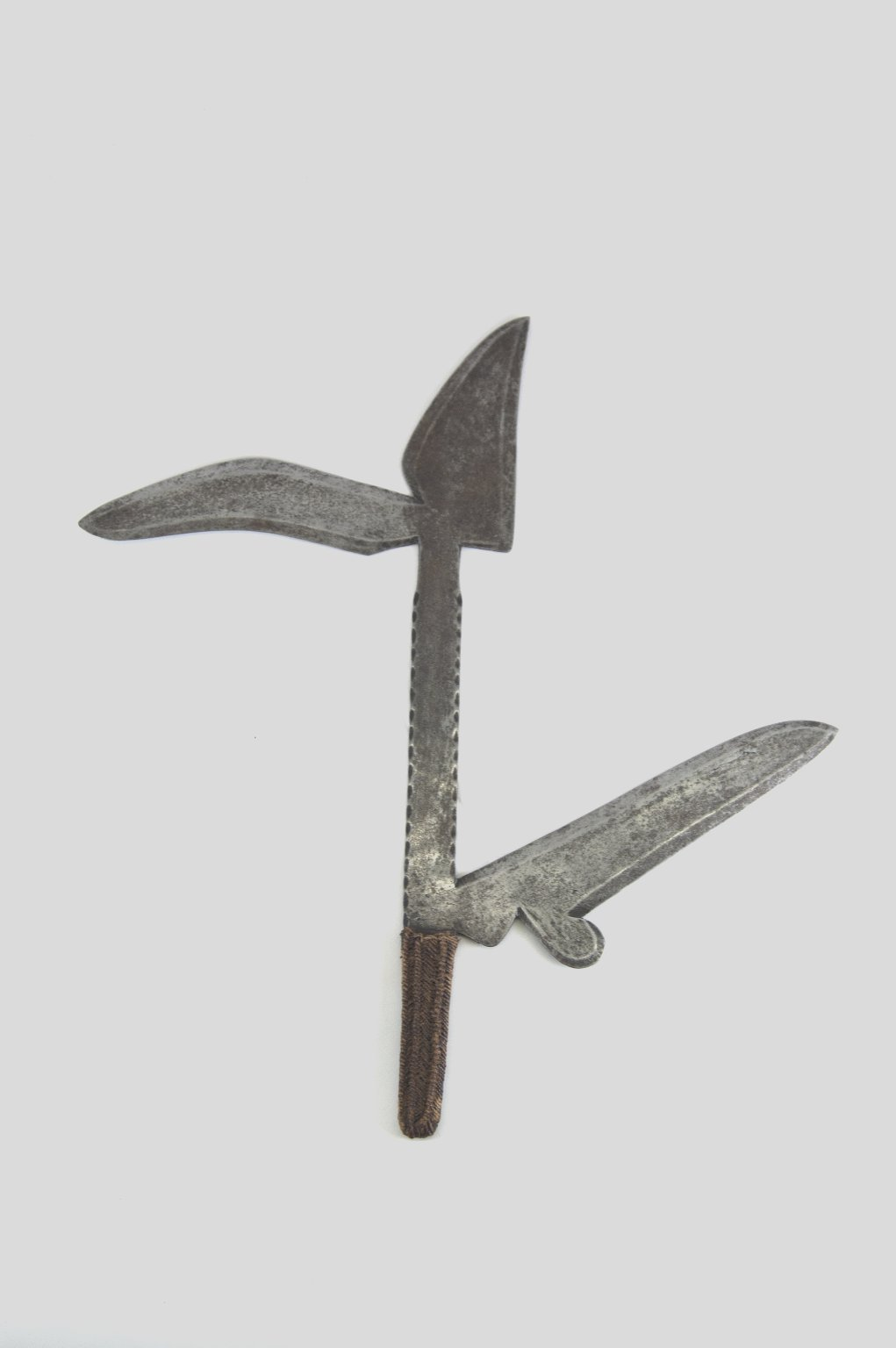
B.
C.
D.
E.
- F.
- G

L'area comprende il bacino idrografico occidentale del Ubangi (a nord della Repubblica Democratica del Congo e ad ovest della Repubblica Centrafricana) e il Sudan del Sud. Mentre Spring generalmente tratta l'area come ferri da stiro a sud, Westerdijk e Felix la dividono in altre tre aree sovrapposte.
I ferri da lancio nella zona sono attribuiti a Ngbaka (come za), Yangere, Manza, Mbaka, Ngombe e Mbugbu, tra gli altri. In questa zona si trovano la tipica croce o E (Figure D, E) così come Y (Figura G) e molte altre forme miste. C'è una mancanza di conoscenza in quest'area, sia sull'esatta ripartizione della tribù che sulla rispettiva funzione e significato dei ferri da lancio. Tra i Mbaka, il ferro da lancio è anche conosciuto come un oggetto di culto che dovrebbe funzionare contro la magia. Altrimenti, Stone presume che la funzione e il significato siano simili all'area di influenza di Zande.

#### Camerun meridionale, Gabon e Repubblica del Congo

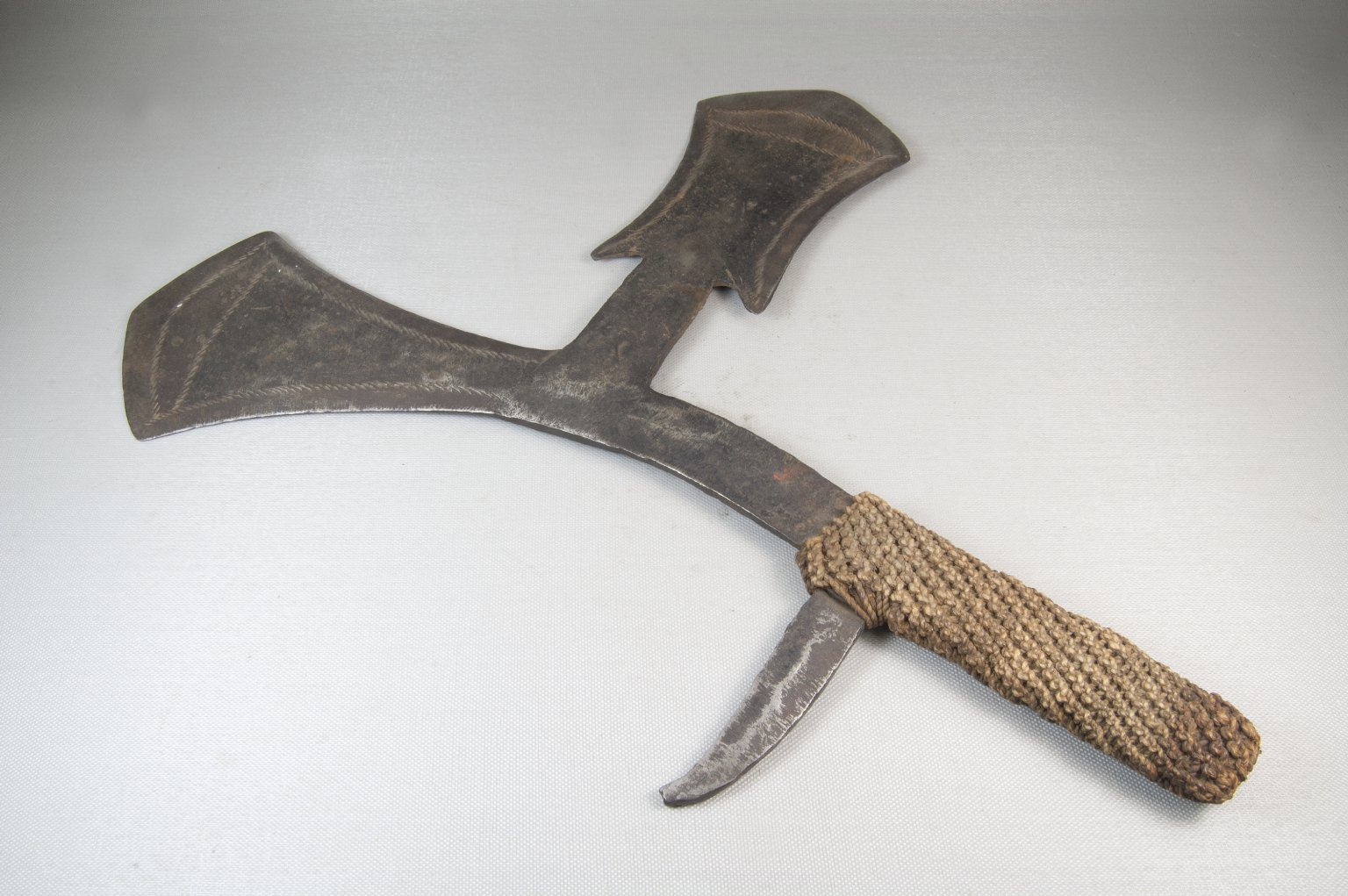
A.
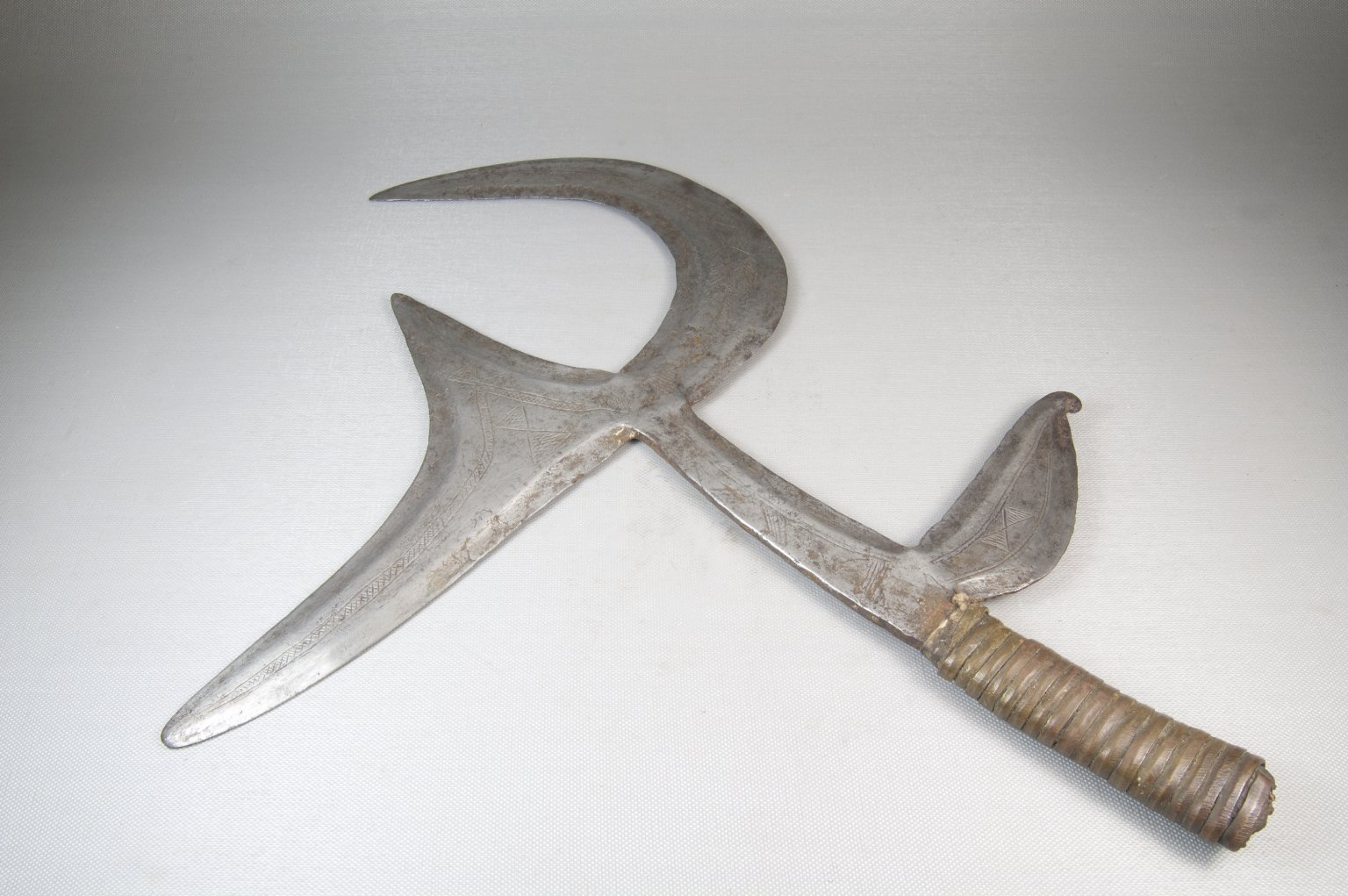
B.
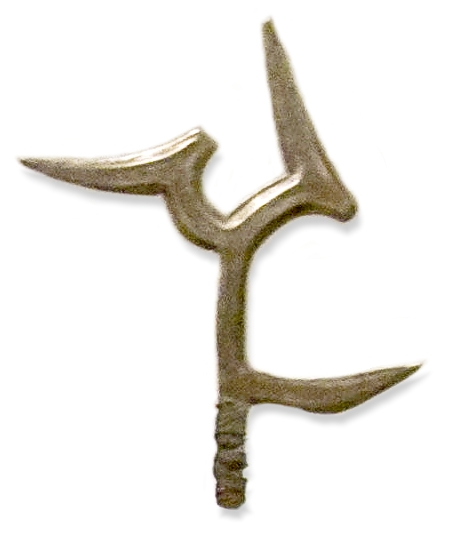
C.
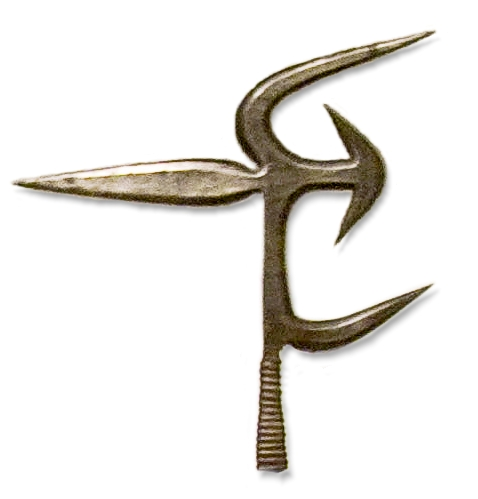
D.
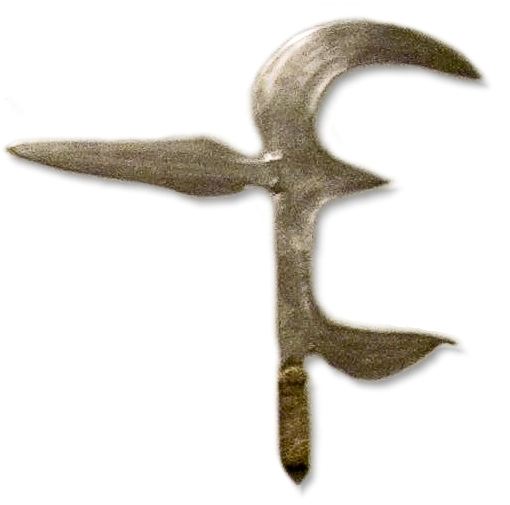
E.
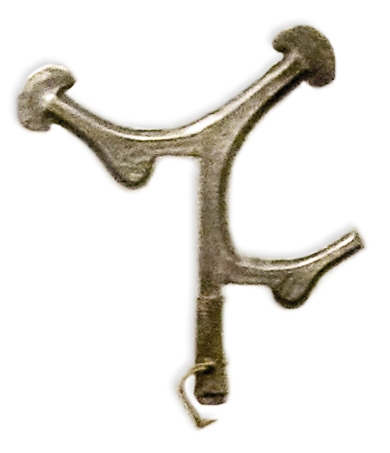
F.
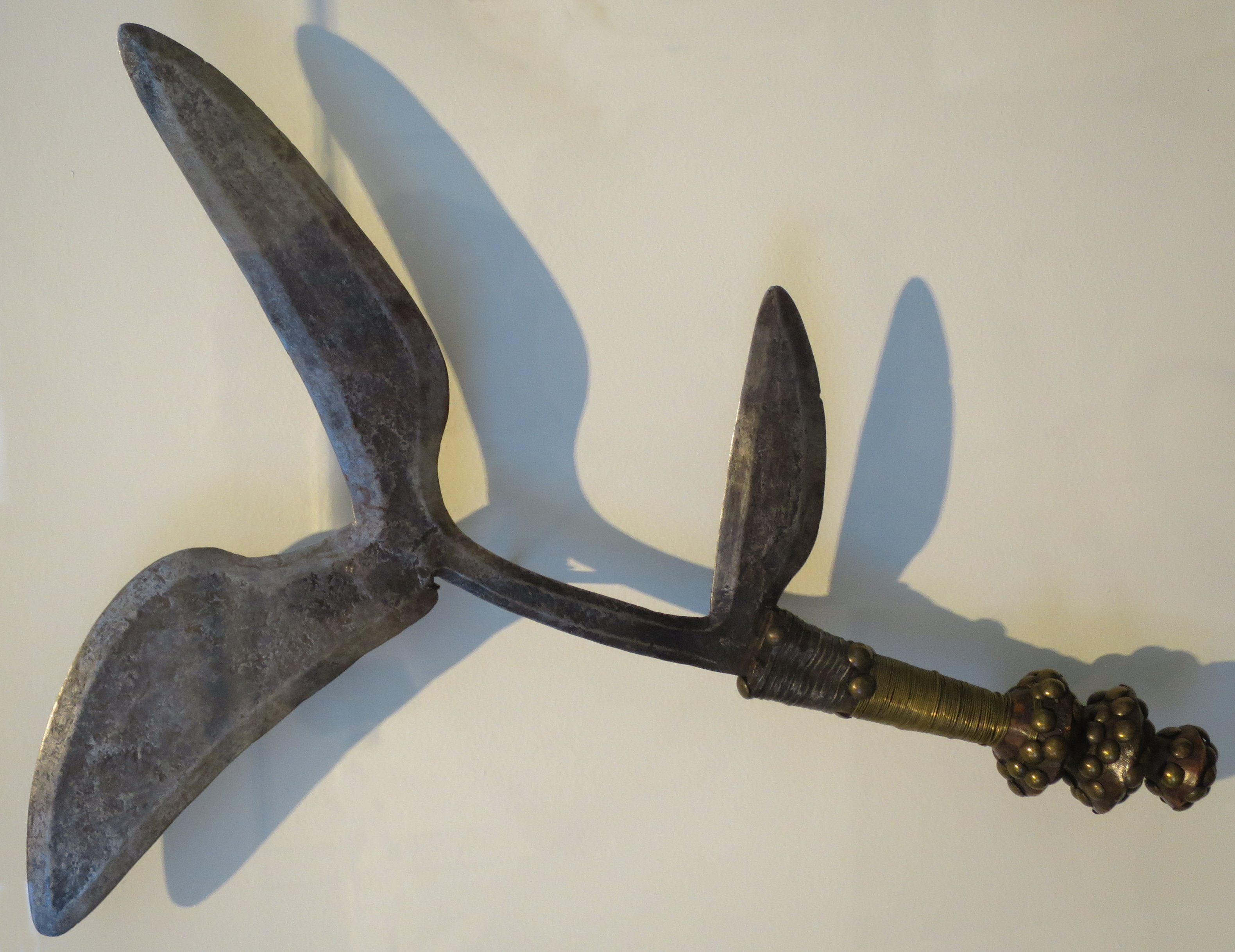
G

A.
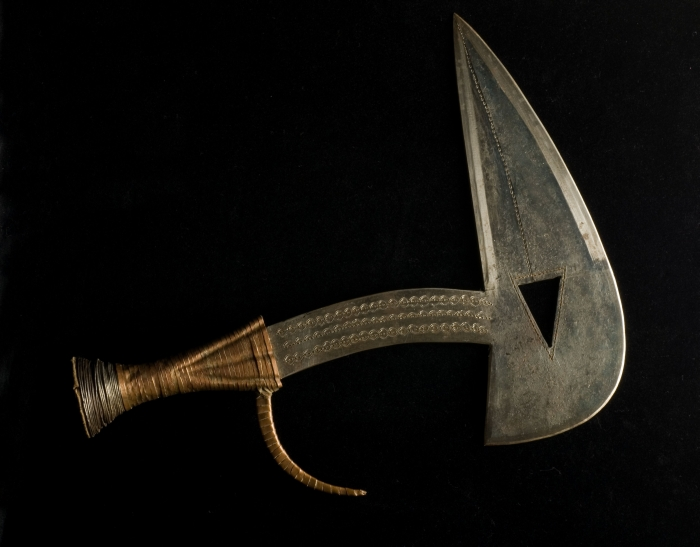
B.
C.

L'area comprende il sud del Camerun, il Gabon e la Repubblica del Congo.
A sud delle terre Gbaya, si trovano ferri da lancio con lame sporgenti a forma di foglia (Figura A), attribuite ai Njem e ai Kwele. Più a sud, la parte superiore della lama si trasforma in una testa d'uccello stilizzata (Figura B), motivo per cui i ferri da lancio sono anche conosciuti come "coltelli a testa di uccello". Questi ferri da lancio sono principalmente attribuiti ai Kota (come musele) e fang (come onzil) del Gabon. Per lo più c'è un foro triangolare nella parte centrale, che dovrebbe rappresentare l'occhio dell'uccello. La maggior parte degli esemplari sono in ferro ma ce ne sono anche alcuni in rame. Alcuni coltelli hanno foderi rettangolari in legno o lamiera di ottone. Alcuni esemplari non mostrano la testa di un uccello ma un pesce stilizzato (Figura C). I coltelli erano usati come status symbol e oggetti rituali.

## Nella cultura di massa
I ferri da lancio sono talvolta usati come elemento di stile esotico nei media, ad esempio nella serie televisiva fantasy Buffy l'ammazzavampiri e nel film d'avventura Il ritorno della mummia.

### Primi studi
- (EN) Burton R, The Book of the Sword, Chatto & Windus, 1884.
- (EN) Swainson Cowper H, The Art of Attack. Being a Study in the Development of Weapons and Appliances of Offence, from the Earliest Times to the Age of Gunpowder, Ulverston, Holmes, 2008  [1906], ISBN 978-1-4097-8313-8.
- (DE) Frobenius L, Afrikanische Messer, in Prometheus, vol. 12, n. 48, Berlino, Mückenberger, 1901,  pp. 753-759.
- (DE) Germann P, Afrikanische Wurfeisen und Wurfhölzer im Völkerkundemuseum zu Leipzig, in Jahrbuch des Städtischen Museums für Völkerkunde zu Leipzig, vol. 8, 1922,  pp. 41-50.
- (DE) Schurtz H, Das Wurfmesser der Neger: Ein Beitrag zur Ethnographie Afrikas, in Internationales Archiv für Ethnographie, vol. 2, Leida, Trap, 1889,  pp. 9-31.
- (EN) Thomas ES, The African Throwing Knife, in The Journal of the Royal Anthropological Institute of Great Britain and Ireland, vol. 55, 1925,  pp. 129-145.

### Studi recenti
- Johanna Agthe, Karin Strauss (testi): Waffen aus Zentral-Afrika. Museum für Völkerkunde, Francoforte sul Meno 1985, ISBN 3-88270-354-7, pp. 22-24.
- Johanna Agthe [e un. ]: Ehe die Gewehre kamen. Armi tradizionali dall'Africa. Museum für Völkerkunde Francoforte sul Meno 1985, ISBN 3-88270-353-9.
- Tristan Arbousse Bastide: Traditional weapons of Africa. Billhooks, Sickles and Scythes. Un approccio regionale con classificazioni tecniche, morfologiche ed estetiche. Archeopress, Oxford a. un. 2010, ISBN 978-1-4073-0690-2. (British archaeological reports. Serie internazionale. 2149).
- (FR) Elsen J, De fer et de fierté. Armes blanches d'Afrique noire du Musée Barbier-Mueller, Milano, Edizioni 5 Continenti, 2003, ISBN 88-7439-085-8.
- (DE) Felix ML, Kipinga. Wurfklingen aus Zentralafrika, Galleria Fred Jahn, Monaco, 1991.
- (EN) Spring C, African Arms and Armour, Londra, British Museum Press, 1993, ISBN 0-7141-2508-3.
- (DE) Werner F [et al.], Afrikanische Waffen. Messer, Dolche, Schwerter, Beile, Wurfwaffen, Passau, Prinz, 1978, ISBN 3-9800212-0-3.
- (EN) Westerdijk P e Schmidt AM, The Cutting Edge. West Central African 19th century throwing knives in the National Museum of Ethnology Leiden, Leida, 2006, ISBN 978-90-5450-007-0.
- (NL) Westerdijk H, IJzerwerk van Centraal-Afrika, Museum voor Land-en Volkenkunde Rotterdam, 1975, ISBN 90-6087-939-2.
- (EN) Westerdijk P, The African Throwing Knife. A Style Analysis, Utrecht, 1988, ISBN 90-90-02355-0.
- (DE) Zirngibl MA, Kubetz: panga na visu. Kurzwaffen, geschmiedete Kultgegenstände und Schilde aus Afrika, Riedlhütte, HePeLo-Verlag, 2009, ISBN 978-3-9811254-2-9.